# Tekus
Tekus (Thekus ou encore Thekes, dixit Tekus Comes ou Tekus ispán), décédé aux alentours de 1270, est une ancienne personnalité de l'ère des Árpád. Il est avec ses frères l'un des propriétaires dominants de la Hongrie septentrionale au XIIIe siècle. 

Il est l'ancêtre des familles Szini, Jósvafői, Szalonnai et Tornay.

## Histoire
Ses trois frères sont Bot (Both), Bács (Baach) et András. Originaires du comté de Nógrád, ils forment ensemble le clan Tekus (en hongrois: Tekus nemzetség) et sont possiblement issus du clan Aba,,, notamment d'après leurs armoiries. Ils font construire le château de Jenő à Börzsöny dans les années 1250.
Après les invasions mongoles, les frères reçoivent du roi Béla IV de Hongrie le château de Torna. Les anciens domaines de la famille autour de Borsosberény et Diósjenő sont alors gérés par Both. En 1264, durant la guerre que se livrent Béla IV et son fils le futur Étienne V, Bács, qui est probablement le capitaine de Szádvár (hu) en tant que ispán de Torna, ouvre les portes du château à l'armée du roi. Ainsi, après sa victoire, Étienne prive de leurs biens Bács et ses frères, « traîtres infidèles ». Ces domaines confisqués seront rendu aux fils de Tekus par Ladislas IV en 1273. On suppose que Tekus lui-même s'est tenu à l'écart du conflit entre les deux rois, ce qui expliquerait qu'il ait pu garder ses biens et sa situation.
Tekus est ispán du comitat de Komárom (1244-1245) puis de celui de Sáros (1247-1270).
Il achète en 1249 avec ses frères Bot et Bács une partie du domaine de Szalonna au clan Örsúr (hu) pour 100 marcs d'argent.
Entre 1272 et 1275, Ladislas IV de Hongrie échange le domaine de Börzsöny contre ceux de Szádvár et Koleszár aux fils de Tekus. Les trois fils de Tekus augmentèrent par la suite leurs domaines par diverses acquisitions. Ils jouèrent un rôle national et durable dans le comté de Torna. Au sommet de leur pouvoir, ils possédaient près de la moitié du territoire du comté.

### Descendance du clan Tekus
- Tekus (fl. 1244-1270)
  - Maître István I Tekus (fl. 1267-1284). Seigneur de Szalonna dès 1270-1280, il est maître des chars royaux (királyi szekérnagy en hongrois ; maior plaustrorum en latin) en 1273 et 1275, ispán de Bereg et Patak (1274), ispán héréditaire de Torna (1277), ban de Kucsó (1279), voïvode de Transylvanie en 1280 et enfin brièvement palatin de Hongrie en novembre 1284.
    - Lóránd Tekus de Szalonna, (fl. 1293-1340), fils de István I, fondateur de la famille Szalonnai. En 1340, Lóránd Szalonnai et János Tornai se partagent les domaines familiaux : la branche de Torna reçoit alors le château de Torna et 17 villages, et la branche de Szalonna reçoit Szalonna et 14 autres villages.
- Both (fl. 1249-1256), frère de Tekus.
  - Bertalan (fl. 1279-1285), prévôt d'Eger puis de Szepes, notaire du roi, vice-chancelier de Hongrie, évêque de Nagyvárad (1284-1825).
  - Benedek (fl. 1279)
- Bách (fl. 1249-1256)
  - János (fl. 1279-1294)
  - Tekus II (fl. 1293-1294)
- András (fl. 1256)

#### Famille Tornai

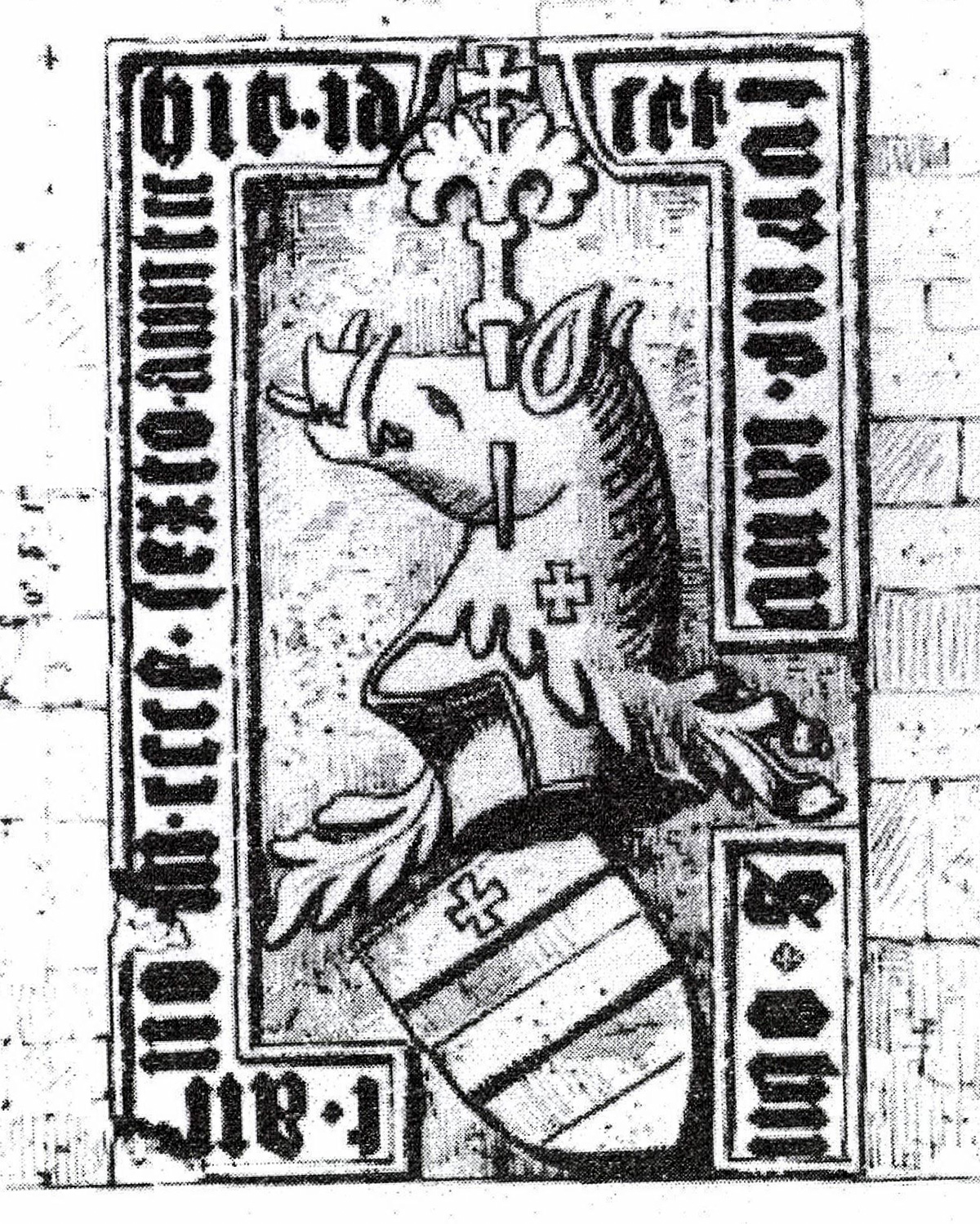
Dessin de la pierre tombale aux armories de János Tornai (mort en 1406) en l'église Torna par Viktor Myskovszky (1875)

- László I Tornai (fl. 1273-1294 et décédé vers 1299), fils de Tekus, il est főispán de Sáros (cité en 1273, 1275 et 1280). Il hérite probablement de la seigneurie de Torna. Il est considéré selon certaines sources comme l'ancêtre de la famille Tornai (ou Tornay). Cette dernière s'éteint en ligne masculine en 1406 avec 
  - János III Tornai, (fl. 1294-1340), fils de László I, il épouse la fille de Artolf II du clan Aba, fils de Comes Pud de genere Aba, dont: 
    - László IV Tornai († ca 1400), époux de Ilona Monoky dont: 
      - János V Tornai (fl. 1354-1406). Avec lui s'éteint la famille Tornai en ligne masculine. Malgré les protestations des autres branches de la famille, tous les biens des Tornai retournent à la Couronne. Le roi Sigismond remet le 25 mai 1410 Torna et ses dépendances à István Berencsi et Pál Bessenyő de Ezdege. Les descendants d'István Berencsi prennent plus tard le nom de Tornay, famille qui doit être clairement distinguée des descendants de Tekus.

## Sources
- Samu Borovszky: Abaúj-Torna vármegye és Kassa, 1896.
- György Györffy: Az Árpád-kori Magyarország történeti földrajza. I. Budapest, 1963.
- György Dénes: A Bódvaszilasi-medence 700 éves története. Herman Ottó Múzeum, Miskolc, 1983. p. 43–46.
- Éva Mezősiné Kozák: Szalonna, református templom. Tájak, korok, múzeumok kiskönyvtára 562. TKM Egyesület. 2e édition, 2001. 16 p.  (ISBN 963 554 474 X) ISSN 0139-245X
- Krisztián Koleszár: Alsó-hegyi zsombolyos tanösvény. Kirándulásvezető füzet. Második, módosított, átdolgozott kiadás. HOLOCÉN Természetvédelmi Egyesület, Bódvaszilasért baráti Kör, 2004–2005. 28 p.  (ISBN 963-219-995-2)